# Special (série de televisão)
Special é uma série de televisão americana de comédia que estreou na Netflix em 12 de abril de 2019. A série é baseada no livro de memórias I'm Special: And Other Lies We Tell Ourselves (2015) de Ryan O'Connell, que também estrela, escreve e atua como produtor executivo na série. Em dezembro de 2019, a série foi renovada para uma segunda e última temporada, que estreou em 20 de maio de 2021.

## Sinopse
Special é "uma nova e distinta série sobre um homem gay, Ryan com leve paralisia cerebral que decide reescrever sua identidade e finalmente ir atrás da vida que ele quer".

## Elenco e personagens

### Principal
- Ryan O'Connell como Ryan Hayes[9], estagiário não remunerado na Eggwoke
- Jessica Hecht como Karen Hayes, mãe de Ryan[10]
- Punam Patel como Kim Laghari, amiga e colega de trabalho de Ryan na Eggwoke
- Marla Mindelle como Olivia, a chefe de Ryan e Kim
- Augustus Prew como Carey, um dos melhores amigos de Kim
- Patrick Fabian como Phil, o novo vizinho de Karen e interesse amoroso da mesma
- Max Jenkins como Tanner (2ª temporada),[11] o interesse amoroso de Ryan que está em um relacionamento aberto com um homem chamado Richard

### Recorrente
- Gina Hughes como Samantha, colega de trabalho de Ryan e Kim na Eggwoke
- Buck Andrews como Henry (2ª temporada),[12] um interesse amoroso neurodiverso de Ryan

### Convidado
- Kat Rogers como Caitie
- Jason Michael Snow como Keaton
- Brian Jordan Alvarez como Shay
- Charlie Barnett como Harrison (2ª temporada),[12] o rico interesse amoroso de Kim
- Ana Ortiz como Susan (2ª temporada),[12] a nova namorada de Phil
- Utkarsh Ambudkar como Ravi (2ª temporada),[12] um amigo de infância e interesse romântico de Kim
- Lauren Weedman como Tonya (2ª temporada),[12] uma amiga de longa data de Karen
- Anjali Bhimani como Bina Laghari (2ª temporada),[12] a mãe de Kim
- Ajay Mehta como Vijay Laghari (temporada 2),[12] o pai de Kim
- Karan Soni como Dev Laghari (2ª temporada),[12] irmão de Kim
- Leslie Jordan como Charles (2ª temporada)[12]
- Jeremy Glazer como Marc Miller (2ª temporada)

## Episódios
| Temporada | Temporada | Episódios | Episódios | Originalmente lançado |
| --------- | --------- | --------- | --------- | --------------------- |
|           | 1         | 8         | 8         | 12 de abril de 2019   |
|           | 2         | 8         | 8         | 20 de maio de 2021    |

### 1.ª Temporada (2019)
| N.º | Título Original Título no Brasil                                               | Dirigido por | Escrito por    | Lançamento          |
| --- | ------------------------------------------------------------------------------ | ------------ | -------------- | ------------------- |
| 1   | "Chapter One: Cerebral LOLz" "Capítulo um: Risadaria cerebral"                 | Anna Dokoza  | Ryan O'Connell | 12 de abril de 2019 |
| 2   | "Chapter Two: The Deep End" "Capítulo dois: O fundo da piscina"                | Anna Dokoza  | Ryan O'Connell | 12 de abril de 2019 |
| 3   | "Chapter Three: Free Scones" "Capítulo três: Bolinhos grátis"                  | Anna Dokoza  | Ryan O'Connell | 12 de abril de 2019 |
| 4   | "Chapter Four: Housechilling Party" "Capítulo quatro: A festa da casa nova"    | Anna Dokoza  | Ryan O'Connell | 12 de abril de 2019 |
| 5   | "Chapter Five: Vagina Momologues" "Capítulo cinco: Mãenólogos da vagina"       | Anna Dokoza  | Ryan O'Connell | 12 de abril de 2019 |
| 6   | "Chapter Six: Straight Potential" "Capítulo seis: Potencial straight"          | Anna Dokoza  | Ryan O'Connell | 12 de abril de 2019 |
| 7   | "Chapter Seven: Blind Deaf Date" "Capítulo sete: Encontro às cegas (e surdas)" | Anna Dokoza  | Ryan O'Connell | 12 de abril de 2019 |
| 8   | "Chapter Eight: Gay Gardens" "Capítulo oito: Saindo do armário"                | Anna Dokoza  | Ryan O'Connell | 12 de abril de 2019 |

### 2.ª Temporada (2021)
| N.º | Título Original Título no Brasil                             | Dirigido por  | Escrito por    | Lançamento          |
| --- | ------------------------------------------------------------ | ------------- | -------------- | ------------------- |
| 1   | "One Day Stand" "Caso de um dia" (BR)                        | Anna Dokoza   | Ryan O'Connell | 21 de maio de 2021  |
| 2   | "I Don't Like it Like This" "Eu não gosto assim" (BR)        | Anna Dokoza   | Mason Flink    | 21 de maio de 2021  |
| 3   | "That's The Way The Boys Are" "Rapazes são assim" (BR)       | Anna Dokoza   | Liz Elverenli  | 21 de maio de 2021  |
| 4   | "Death By a Thousand Cold Cuts" "Morte por mil frios" (BR)   | Anna Dokoza   | Leila Cohan    | 12 de abril de 2019 |
| 5   | "Ryan Joins the Crips" "Ryan entra para a gangue" (BR)       | Craig Johnson | Keshni Kashyap | 21 de maio de 2021  |
| 6   | "Prom Queens" "Rainhas do baile" (BR)                        | Craig Johnson | Leila Cohan    | 21 de maio de 2021  |
| 7   | "Why Is No One Ready?" "Porque ninguém está pronto?" (BR)    | Craig Johnson | Ryan O'Connell | 21 de maio de 2021  |
| 8   | "Here's Where the Story Ends" "Onde a história termina" (BR) | Craig Johnson | Ryan O'Connell | 21 de maio de 2021  |

## Produção

### Desenvolvimento
Em 5 de fevereiro de 2019, a Netflix anunciou que havia dado ordem para a produção uma primeira temporada de oito episódios para a série, programada para estrear em 12 de abril de 2019. A série é criada por Ryan O'Connell, que é creditado como produtor executivo, ao lado de Jim Parsons, Anna Dokoza, Eric Norsoph e Todd Spiewak. As empresas de produção envolvidas com a série são That's Wonderful Productions e Stage 13. Em 16 de dezembro de 2019, a série foi renovada para uma segunda e última temporada pela Netflix.

### Escolha do elenco
Juntamente com o anúncio da produção da série, foi confirmado que Ryan O'Connell, Jessica Hecht, Punam Patel, Marla Mindelle, Augustus Prew e Patrick Fabian estrelariam a série. Em fevereiro de 2020, Max Jenkins foi escalado para o papel recorrente na segunda temporada. Em março de 2021, Charlie Barnett, Ana Ortiz, Utkarsh Ambudkar, Lauren Weedman, Buck Andrews, Anjali Bhimani, Ajay Mehta e Karan Soni se juntaram ao elenco em papéis recorrentes, enquanto Leslie Jordan foi escalado como ator convidado.

## Lançamento
Em 25 de março de 2019, a Netflix lançou o primeiro trailer oficial da série. A primeira temporada, composta por 8 episódios, foi lançada na Netflix em 12 de abril de 2019. A segunda temporada foi lançada em 20 de maio de 2021.

## Recepção
A primeira temporada recebeu críticas positivas após seu lançamento. No agregador de revisões Rotten Tomatoes, a série detém uma classificação de aprovação de 94% com uma classificação média de 7,17/10 com base em 18 comentários. O consenso crítico do site diz: "Honesto e genuinamente afetado, Special faz jus ao nome com uma divertida primeira temporada—embora um pouco concisa—, iluminada pelos charmes contagiantes de Ryan O'Connell." No Metacritic, a série tem uma pontuação média ponderada de 65 em 100, com base em 7 críticos, indicando "revisões geralmente favoráveis". A Variety deu ao programa uma revisão positiva chamando o personagem principal de "rápido e sarcástico, profundamente inseguro e às vezes mais egoísta do que ele está disposto a admitir. Ele comete erros e paga por eles, passando por uma grande quantidade de mudanças no curto período de tempo em que Special consegue mostrar isso." O TV Guide deu ao programa uma crítica mista dizendo: "Esperamos que Special ganhe uma segunda temporada com um orçamento maior, uma equipe de redação e mais tempo para planejar. O modo como a primeira temporada melhora à medida do decorrer da trama mostra que Special ainda tem muito potencial."

### Prêmios e indicações
| Ano  | Prêmio                                 | Categoria                                                | Indicação                                                             | Resultado | Ref.   |
| ---- | -------------------------------------- | -------------------------------------------------------- | --------------------------------------------------------------------- | --------- | ------ |
| 2019 | Primetime Emmy Awards                  | Notáveis Séries de Comédia ou Drama de Curta Duração     | Jim Parsons, Todd Spiewak, Eric Norsoph, Ryan O'Connell e Anna Dokoza | Indicado  | [ 24 ] |
| 2019 | Primetime Emmy Awards                  | Ator de Destaque em Uma Série Curta de Comédia ou Drama  | Ryan O'Connell                                                        | Indicado  | [ 24 ] |
| 2019 | Primetime Emmy Awards                  | Atriz Proeminente em Uma Série Curta de Comédia ou Drama | Jessica Hecht                                                         | Indicado  | [ 24 ] |
| 2019 | Primetime Emmy Awards                  | Atriz Proeminente em Uma Série Curta de Comédia ou Drama | Punam Patel                                                           | Indicado  | [ 24 ] |
| 2020 | Prêmio Guilda de Escritores da América | Nova Mídia de Formato Curto – Original                   | Ryan O'Connell                                                        | Venceu    | [ 25 ] |